# 等价关系
在数学中，等價關係（英語：Equivalence relation）是具有自反性，对称性，传递性的二元关系。等价关系也称为同值關係。一些等价关系的例子包括整数集上的同余，. 歐幾里得几何中的等量（英語：Equipollence），以及普通的相等关系。
集合{\displaystyle A}上的每个等价关系都提供了一个{\displaystyle A}的划分，将{\displaystyle A}划分为不相交的等价类。{\displaystyle A}中的两个元素等价当且仅当它们属于同一等价类。

## 定义
若集合{\displaystyle A}上的二元关系{\displaystyle R}满足以下條件：
1. 自反性：{\displaystyle \forall x\in A,~~xRx}
2. 对称性：{\displaystyle \forall x,y\in A,~~xRy~~\implies ~~yRx}
3. 传递性：{\displaystyle \forall x,y,z\in A,~~~(xRy~~\wedge ~~yRz)~~\implies ~~xRz}

则称{\displaystyle R}是一個定义在{\displaystyle A}上的等价关系。習慣上會把等價關係的符號由{\displaystyle R}改寫為{\displaystyle \sim }。

## 事例

### 等价关系的例子
例如，设{\displaystyle A=\{1,2,\ldots ,8\}}，定义{\displaystyle A}上的关系{\displaystyle R}如下：
{\displaystyle xRy\iff \forall x,y\in A,~x\equiv y{\pmod {3}}}
其中{\displaystyle x\equiv y{\pmod {3}}}叫做{\displaystyle x}与{\displaystyle y}模3同餘，即{\displaystyle x}除以3的餘数与{\displaystyle y}除以3的餘数相等。例子有1R4, 2R5, 3R6。不难验证{\displaystyle R}为{\displaystyle A}上的等价关系。
并非所有的二元關係都是等價關係。一個簡單的反例是比較兩個數中哪個較大：
- 沒有自反性：任何一個數不能比自身為較大（{\displaystyle n\ngtr n}）
- 沒有對稱性：如果{\displaystyle m>n}，就肯定不能有{\displaystyle n>m}

### 不是等价关系的关系的例子
- 实数之间的"≥"关系满足自反性和传递性，但不满足对称性。例如，7 ≥ 5 无法推出 5 ≥ 7。它是一种全序关系。

## 外部連結
- Hazewinkel, Michiel (编), , , Springer, 2001, ISBN 978-1-55608-010-4
- Bogomolny, A., "Equivalence Relationship （页面存档备份，存于）" cut-the-knot. Accessed 1 September 2009
- Equivalence relation at PlanetMath
- Binary matrices representing equivalence relations （页面存档备份，存于） at OEIS.